# Einstein-Podolsky-Rosen-Paradoxon
Das Einstein-Podolsky-Rosen-Paradoxon, auch EPR-Paradoxon, oder EPR-Effekt, ist ein im 20. Jahrhundert intensiv diskutiertes quantenmechanisches Phänomen. Der Effekt wurde nach Albert Einstein, Boris Podolsky und Nathan Rosen benannt, die dieses Phänomen im Rahmen eines Gedankenexperiments vorstellten. Zuweilen wird auch von einem EPR-Argument gesprochen. Es zeigt beispielhaft, dass die Quantenmechanik gegen die Annahme der Lokalität verstößt, die eine der Grundannahmen der klassischen Physik ist.
Einstein sprach in diesem Zusammenhang auch von einer „spukhaften Fernwirkung“.

## Grundproblem
In der ursprünglichen Formulierung ihres Gedankenexperiments ging es Einstein, Podolsky und Rosen darum, nachzuweisen, dass die quantenmechanische Beschreibung der physikalischen Wirklichkeit, die in diesem Paradoxon „auf den Punkt gebracht“ werde, unvollständig sein müsse. Noch einfacher gesagt: Es wird gezeigt, dass die Quantenmechanik keine klassische Theorie ist.
Es gibt mehrere experimentelle Anordnungen, die das für den EPR-Effekt charakteristische Verhalten zeigen. Grundsätzlich weist ein solches EPR-artiges Experiment folgende Charakteristika auf:
- Es wird ein System aus zwei Teilchen (T1, T2) betrachtet, die anfänglich direkt miteinander wechselwirken und sich darauf weit voneinander entfernen (z. B. diametral auseinanderlaufende Teilchen nach einem Zerfall). Ein solches System wird durch einen einzigen, speziellen quantenmechanischen Zustand beschrieben. Dieser Zustand ist kein Produktzustand, das heißt die beiden Teilchen befinden sich in einem speziellen verschränkten Zustand.[2]
- An den räumlich getrennten Teilchen werden zwei sog. komplementäre Messgrößen betrachtet, z. B. Ort und Impuls, oder zwei verschieden-gerichtete Drehimpulskomponenten. Die gleichzeitige exakte Bestimmung dieser Messgrößen ist nach der Heisenbergschen Unschärferelation unmöglich.
- Es wird gezeigt, dass die Werte dieser Messgrößen für die beiden Teilchen, trotz der Trennung und trotz der Unschärferelation, streng korreliert sind: Eines der beiden Teilchen befindet sich nach der Messung in einem Eigenwert der ersten Messgröße, das andere im dazu komplementären Wert der zweiten Größe. Welches der beiden Teilchen den Messwert 1 und welches 2 ergibt, muss dabei nach den Gesetzen der Wahrscheinlichkeitsrechnung „erwürfelt“ werden.

Am häufigsten wird heute die von David Bohm überarbeitete Fassung des EPR-Experiments diskutiert. Hier werden zwei Teilchen mit Spin (Eigendrehimpuls) betrachtet, deren Gesamtspin (Summe der Spins der einzelnen Teilchen) Null ist. In dieser Neuformulierung ist das Experiment auch praktisch durchführbar. Einstein, Podolsky und Rosen wählten ursprünglich Ort und Impuls der Teilchen als komplementäre Observable.
Im Folgenden wird die bohmsche Variante vorgestellt. Zunächst wird das Resultat des EPR-Experiments zusammengefasst und seine Bedeutung für die Interpretation der Quantenmechanik beschrieben. Anschließend werden die quantenmechanische Erklärung des Experiments und die zu ihrem Verständnis notwendigen Eigenschaften der Quantenmechanik kurz dargestellt.

## Das EPR-Gedankenexperiment und seine Interpretation

### Das ursprüngliche Argument von EPR für die vermeintliche Unvollständigkeit der Quantenmechanik
Einstein, Podolsky und Rosen (EPR) veröffentlichten 1935 in der Physical Review den Artikel Can quantum-mechanical description of physical reality be considered complete? Sie betrachten dort Ort und Impuls zweier Teilchen (T1, T2) als komplementäre Observable. Es wird der Impuls von Teilchen 1 (T1) gemessen. Damit ändert sich der betrachtete verschränkte Zustand so, dass nun der Ausgang einer Impulsmessung an Teilchen 2 (T2) mit Wahrscheinlichkeit 1 exakt vorhergesagt werden kann. Dabei wurde T2 sicher nicht durch eine unkontrollierte Wechselwirkung gestört. Es könnte stattdessen ebenso gut der Ort von T1 bestimmt werden, wodurch, wieder ohne eine Störung, nun der Ort von T2 exakt vorhersagbar wäre.
Zum Schluss, dass die Quantenmechanik unvollständig ist, führen nun die folgenden Annahmen:
- In einer vollständigen Theorie muss jedes Element der physikalischen Realität eine Entsprechung haben.
- Eine physikalische Größe, deren Wert mit Sicherheit vorhersagbar ist, ohne das System, an dem sie gemessen wird, zu stören, ist ein Element der physikalischen Realität.

Da nun die Entscheidung, ob der Ort von T2 oder sein Impuls durch Messung der jeweiligen Gegenstücke an T1 bestimmt wird, erst kurz vor der Messung getroffen zu werden braucht, kann sie bei Annahme von Lokalität keinen störenden Einfluss auf Elemente der Realität von T2 haben. Daraus schließen EPR, dass beide Größen Teil derselben physikalischen Realität sein müssten. Da aber nach der Quantenmechanik für jedes einzelne Teilchen nur jeweils eine der Größen vorhersagbar ist, ist die Quantenmechanik unvollständig.
Niels Bohr wandte im gleichen Jahr 1935 in einem gleichnamigen Artikel gegen dieses Argument ein, dass der Begriff der störungsfreien Messung nicht angemessen definiert sei, wenn er sich auf eine mechanische Wechselwirkung in der letzten Phase des Experiments beschränke. Eine solche liege in der Tat nicht vor, dennoch schließe der Versuchsaufbau, der zur genauen Vorhersage des Ortes von T2 führe, eben das komplementäre Experiment zur Bestimmung seines Impulses aus, weshalb beide Größen nicht Elemente derselben Realität, sondern Elemente zweier komplementärer Realitäten seien.

### Das EPR-Experiment als Paradoxon
Gelegentlich ist auch vom EPR-Experiment als einem Paradoxon die Rede. Hierbei erscheint es auf den ersten Blick paradox, dass zwei komplementäre Observablen eines Teilchens gleichzeitig bestimmt werden können – etwa die eine direkt durch Messung an T1 und die andere indirekt durch Messung an T2. Das ist scheinbar ein Widerspruch zu der bekannten Heisenbergschen Unschärferelation. In der Kopenhagener Deutung wird das Paradoxon aufgelöst mit dem Hinweis darauf, dass die indirekte Bestimmung über die Messung an T2 eben gar keine Messung der Eigenschaft des T1 ist.

## Lokale verborgene Variable und EPR-Korrelationsexperimente
Seit der EPR-Arbeit (1935) verfolgte Einstein bis zu seinem Lebensende (1955) hartnäckig das Ziel, die Quantenmechanik im Sinne von EPR zu vervollständigen. Seine Grundannahme blieb, dass die Quantenmechanik für sich allein genommen dem „gesunden Menschenverstand“ widerspreche („Gott würfelt nicht“).

### Experimentelle Ergebnisse
Dass die EPR-Annahmen (Lokalität und Realismus) nicht den physikalischen Tatsachen entsprechen wurde in zwei Schritten erwiesen. John Stewart Bell legte in den 1960er Jahren die theoretische Grundlage für eine empirische Überprüfung, und 1982 gelang die Klärung im Experiment.
Bell stellte 1964 die heute nach ihm benannte Bellsche Ungleichung auf, und zeigte, dass sie für jede klassische Theorie gültig ist. Wenn die Grundannahmen von EPR zutreffen, müsste daher im Experiment die Bellsche Ungleichung immer erfüllt sein. Nach den Gesetzen der Quantenmechanik hingegen ist die Bellsche Ungleichung unter bestimmten Umständen verletzt. Dadurch bot die Bellsche Ungleichung die Möglichkeit, in konkreten Experimenten zwischen der Quantenmechanik und den EPR-Annahmen zu entscheiden („Entweder-oder“-Entscheidung), d. h. eine der beiden Theorien zu falsifizieren.
Die Bellsche Ungleichung führt implizit und entsprechend EPR für die empirische Überprüfung „verborgene lokale Variablen“ ein, die genau die Rolle der möglicherweise „unvollständigen“ Realitätsbeschreibung der Quantenmechanik füllen. Kann also empirisch nachgewiesen werden, dass die Bellsche Ungleichung
- (A) mindestens in einem Fall nachprüfbar verletzt wird, so kann die Existenz lokaler verborgener Variablen ausgeschlossen werden. Der EPR-Effekt liefert dann keinen Ansatzpunkt, die Quantenmechanik für unvollständig zu halten. Insbesondere ist auch zuzugeben, dass der (naive) Realismus des EPR-Arguments nicht zutrifft, die Welt lasse sich vollständig „klassisch“ beschreiben;

- (B) stets eingehalten wird, so wäre über die dann zu vermutende Existenz „lokaler verborgener Variablen“ die Unvollständigkeit der Quantenmechanik nachgewiesen. Die von EPR vertretene Realitäts- und Lokalitätsauffassung wäre gestärkt.

Die experimentelle Entscheidung zwischen diesen beiden Alternativen (u. a. durch Alain Aspect) bestätigt die quantenmechanischen Vorhersagen und widerlegt die EPR-Annahme Lokalität und Realismus, d. h. mindestens eine dieser beiden Annahmen trifft nicht zu. Die Experimente zeigen eine (quantenmechanisch geforderte) Korrelation zwischen den Messergebnissen eines Spin-Experiments, die deutlich größer ist, als dies in einer klassischen Theorie, d. h. entsprechend der Bellschen Ungleichung, denkbar wäre. Diese „Nicht-Lokalität“ zeigt sich in der quantenmechanischen Systembeschreibung dadurch, dass der Zustand des Systems zu jedem Zeitpunkt durch einen einzigen abstrakten Zustandsvektor {\displaystyle |\psi \rangle } gleichzeitig an allen Stellen (x,y,z) festgelegt ist {\displaystyle |\psi \rangle \mapsto \psi (x,y,z)}.

### Anwendungen der Nicht-Lokalität
Eine erste praktische Anwendung der nachgewiesenen Nicht-Lokalität der quantenphysikalischen Realität ist die Quantenkryptographie. In diesem Zusammenhang verdient auch der sog. Aharonov-Bohm-Effekt Beachtung.
Es ist jedoch nicht möglich, mit Hilfe des EPR-Effekts mit Überlichtgeschwindigkeit zu kommunizieren: Die einzelne Messung ergibt – unabhängig davon, ob das andere Teilchen bereits gemessen wurde – stets ein für sich genommen unvorhersagbares Ergebnis. Erst, wenn das Ergebnis der anderen Messung – durch klassische, unterlichtschnelle Kommunikation – bekannt ist, kann man die Korrelation feststellen oder ausnutzen.

## Quantentheoretische Grundlagen des EPR-Experiments

### Spinorraum
Die Quantenmechanik des Spin-1/2-Freiheitsgrades eines Teilchens spielt sich in einem besonders einfachen Hilbertraum ab, dem 2-dimensionalen Spinorraum für ein einzelnes Teilchen. Darüber hinaus spielen nur ganz einfache Eigenschaften dieses Raumes für das EPR-Experiment eine Rolle.

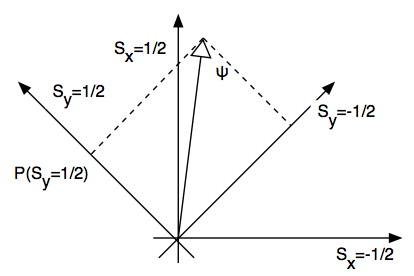
Veranschaulichung des 2-dimensionalen Spinorraumes

- Die erste ist die, dass die Eigenvektoren zweier nicht kommutierender Operatoren zwei verschiedene Basen desselben Unterraumes bilden. Das können wir uns an dem je einem der beiden Teilchen (T1,T2) entsprechenden 2-dimensionalen Spinorraums wie in nebenstehender Abbildung veranschaulichen. Veranschaulichung des 2-dimensionalen Spinorraumes Die Abbildung zeigt als komplementäre Observable x- und y-Komponente des Spins in Form von um 45 Grad gegeneinander gedrehten Koordinatensystemen (die jeweils den Eigenvektorbasen der zu den Observablen gehörigen Operatoren entsprechen). Fällt man das Lot vom Zustandsvektor ψ auf die zu einem Messwert gehörige Koordinatenachse (den Eigenvektor zum Eigenwert), so erhält man die quantentheoretische Wahrscheinlichkeit dafür, bei einer Messung ebendiesen Messwert zu finden. Die Tatsache, dass diese Wahrscheinlichkeit offensichtlich nur für genau einen Wert einer der Observablen gleich eins sein kann, erklärt genau die Heisenbergsche Unbestimmtheitsrelation.
- Die zweite ist die Tatsache, dass der quantenmechanische Zustandsraum eines Mehrteilchensystems sich als das direkte Produkt der Zustandsräume seiner Bestandteile ergibt, man also als Zustandsvektor eines 2-Teilchen-Spin-1/2-Systems einen 4-dimensionalen, linearen Vektorraum erhält, der von allen geordneten Paaren von Vektoren der 2-dimensionalen Spinorräume erzeugt wird. Das führt dazu, dass der Kollaps der Wellenfunktion durch Messung an einem Teilchen im Allgemeinen auch den Zustand des anderen Teilchens ändert (siehe nächsten Abschnitt).

### Kollaps der Wellenfunktion
Der sog. Kollaps der Wellenfunktion müsste in unserem Bild besser Projektion des Zustandsvektors heißen. Sie wird in der Quantenmechanik postuliert, um die Präparation eines Systems bzw. den quantenmechanischen Messvorgang zu beschreiben. In den üblichen Deutungen der Quantenmechanik (Kopenhagener Interpretation und verwandte Ansätze) wird die Projektion des Zustandsvektors als unabhängiges Postulat eingeführt: Wird an einem System eine Observable gemessen, geht sein Zustandsvektor sprunghaft in die Projektion des bisherigen Zustandsvektors auf den Eigenraum zum gemessenen Eigenwert über. Bei einem verschränkten Zustand heißt das, dass sich damit der Zustand auch hinsichtlich der Wahrscheinlichkeiten für Messergebnisse am jeweils anderen System ändert. Sei etwa der Ausgangszustand (bis auf Normierung) {\displaystyle \,s(+,1)s(-,2)-s(-,1)s(+,2)}, wobei {\displaystyle \,s(+,1)} der Eigenvektor zur Messung eines positiven Spins in einer bestimmten Richtung („x-Richtung“) an System 1 sei. Durch Messung z. B. eines negativen Spins in x-Richtung an System 1 verschwinden nun alle Komponenten des Ausgangszustands, die den Eigenvektor zu positivem Spin bei T1 enthalten. Der Zustand geht also über in {\displaystyle \,s(-,1)s(+,2)}, d. h. an T2 wird eine weitere Messung des Spins in x-Richtung mit Sicherheit positiven Spin ergeben. Schreibt man die kollabierte Wellenfunktion in der Eigenvektorbasis der komplementären Observablen (Spin in y- oder x-Richtung, das gedrehte Koordinatensystem im Bild) hin, so sieht man, dass beide Werte in einer dieser Richtungen wieder gleich wahrscheinlich sind. Könnte also ein Beobachter von T2 exakte Kopien von dessen Quantenzustand anfertigen, könnte er tatsächlich feststellen, welche Observable der Beobachter des ersten Teilchens gemessen hat, und es wäre ein (überlichtschneller) Informationsfluss von Beobachter 1 zu Beobachter 2 möglich. Derartige „Quantenverstärker“ gibt es im Rahmen der Quantenphysik jedoch nicht.